# Государственный музей Грузии
Музе́й Гру́зии и́мени Симо́на Джана́шиа (груз. სიმონ ჯანაშიას სახელობის საქართველოს მუზეუმი), ранее известный как Госуда́рственный музе́й исто́рии Гру́зии, является одним из основных исторических музеев в стране, в котором представлены важнейшие археологические находки.

## История
Музей основан 10 мая 1852 года Кавказским отделом Императорского русского географического общества и преобразован в Кавказский музей по инициативе немецкого исследователя Густава Радде в 1867 году. После того как Грузия обрела независимость от России (1918), в 1919 году музей был переименован в Музей Грузии.
Основная часть его коллекции была эвакуирована правительством Грузии в Европу после большевистского захвата страны в 1921 году и была возвращена Советской Грузии благодаря усилиям грузинского эмигрантского учёного Эквтиме Такаишвили в 1945 году.
В 1947 году музей был переименован в честь грузинского историка Симона Джанашиа.
В 1981 году в Москве в особняке начала XVIII века, сохранившемся со времени существования там грузинской колонии, по адресу Большая Грузинская улица, дом 5, был основан филиал музея Грузии — «Дом-мемориал грузинского поселения в Москве».
Музей значительно пострадал в годы постсоветского хаоса в начале 1990-х годов. Он был поврежден в ходе военного переворота в 1991—1992 годах, а затем часть его коллекции уничтожил пожар.
В конце 2004 года музей искусств Грузии вошёл в единую систему управления с рядом других музеев, образовавших Грузинский национальный музей.
Музей занимает несколько зданий в центре Тбилиси, основная экспозиция расположена на проспекте Руставели. Главное здание музея было спроектировано в 1910 году, по проекту архитектора Николая Северова на месте старого, обветшавшего здания. В оформлении постройки использованы элементы средневекового грузинского декора.

## Коллекция
Музей содержит тысячи грузинских и кавказских археологических и этнографических памятников. Постоянная экспозиция демонстрирует в хронологическом порядке историю грузинской культуры от бронзового века до начала XX столетия. Наиболее ценные экспонаты музея включают в себя:
- Обнаруженные в Дманиси окаменелые останки гоминида Homo ergaster,
- Клад из Ахалгори (V до н. э.) содержащий уникальные примеры ювелирных украшений соединивших в себе стиль декоративно-прикладного искусства Ахеменидского Ирана и местную традицию,
- Коллекцию из 80000 монет, главным образом грузинской чеканки,
- Средневековые металлические иконы и образцы золотой ковки,
- Одну из самых больших в мире коллекций урартских надписей на камне.

В музее находится абстрактная картина, написанная Василием Кандинским в конце 1900-х годов; по мнению ряда исследователей, это первый пример абстракционизма в современном искусстве.